# Ivan Michajlovič Majskij
Ivan Michajlovič Majskij (in russo Ива́н Миха́йлович Ма́йский?, pseudonimo di Jan Ljachoveckij (Ян Ляхове́цкий); Kirillov, 19 gennaio 1884 – Mosca, 3 settembre 1975) è stato un diplomatico sovietico.
Fu uno dei protagonisti della calda stagione diplomatica del periodo della guerra civile spagnola e delle trattative precedenti alla seconda guerra mondiale, in quanto ambasciatore a Londra. Fu, assieme a Maksim Litvinov, uno dei protagonisti delle trattative precedenti la guerra con il Regno Unito e uno degli organizzatori dell'incontro tra Stalin e Anthony Eden a Mosca.

## Biografia
Figlio di un medico militare, al tempo degli studi universitari aderì alla componente menscevica e prese parte attiva alla Rivoluzione del 1905. Fu espulso dall'università di San Pietroburgo e si laureò in storia a Monaco. Sempre per sfuggire alla polizia zarista si rifugiò successivamente a Londra. Dopo la Rivoluzione di Febbraio fu anche viceministro del lavoro del governo provvisorio guidato guidato da Aleksandr Kerenskij. Dopo la Rivoluzione di Ottobre si allontanò da Pietrogrado e fu s'installò nel distretto del Volga, divendendo ministro del lavoro nel locale governo antibolscevico. Ma nel 1920 si schierò con i bolscevichi e s'installò a Mosca, iniziando a collaborare con il governo sovietico e in particolare con Litvinov frequentato fin dai tempi dell'attività antizarista. 
Nel 1925 fu nominato consigliere d'ambasciata a Londra. Dal 1927 al 1930 ricopre lo stesso incarico a Tokio. Dal 1930 al 1932 è ambasciatore a Helsinki. dove sottoscrive il Patto di non aggressione sovietico-finlandese. Dal 1932 è ambasciatore a Londra. 
Dopo undici anni trascorsi a Londra come ambasciatore, nel luglio del 1943 fu richiamato a Mosca perché nominato secondo vicecommissario (ossia viceministro) agli Esteri, affiancando Litvinov primo vicecommissario. Al termine della guerra diviene presidente della Commissione per le riparazioni. Lasciò l'incarico nel 1945 per entrare all'Accademia delle scienze dell'URSS, e da allora si dedicò esclusivamente all'attività di studioso.
Vittima di una delle ultime purghe staliniane, fu arrestato nel 1953 e subì un processo per attività spionistica a vantaggio dell'Inghilterra. Indotto ad autoaccusarsi con la minaccia della tortura, fu condannato a un periodo di sei anni di deportazione, ma nel 1955, in conseguenza della morte di Stalin, fu prosciolto e messo in libertà.   

## Opere
- La politica estera della RSFSR 1917-1922, Milano, Biblion, 2020 (1923).
- Perché scoppiò la seconda guerra mondiale?, Roma, Editori Riuniti, 1965.
- Guerra e diplomazia, Roma, Editori Riuniti, 1968.